# Vai-tepu
Vai-tepu ist ein Motu des Tabuaeran-Atolls der pazifischen Inselrepublik Kiribati.

## Geographie
Vai-tepu ist ein Doppelmotu zusammen mit Ponota im Nordsaum des Atolls. In diesem zerklüfteten Teil des Atolls sind nur wenige Motu namentlich benannt. Zur Lagune hin erstreckt sich der Aua Point (⊙).